# MiG-8 (航空機)
 MiG-8 / МиГ-8
- 用途：実験機
- 設計者： ミコヤーン・グレーヴィチ設計局
- 製造者：
- 初飛行：1945年
- 生産数：1機

MiG-8 ウートカ(ロシア語:МиГ-8 Уткаミーグ・ヴォースィェミ・ウートカ)は、1945年に作られたソ連の実験機である。愛称の「ウートカ」はロシア語で「鴨」のこと。
後退翼の特性を実験するために作られた、先尾翼（エンテ型）のレシプロ推進式固定脚の機体である。

## スペック
- 全幅：9.50 m
- 全長：7.10 m
- 全高：2.45 m
- 翼面積：15 m2
- 空虚重量：642 kg
- 離陸重量：1150 kg
- 発動機：空冷エンジン M-11F (離陸馬力80 kW)
- 最大速度：205 km/h
- 航続距離：500 km
- 乗員/乗客：1/2